# Экономика Уганды
В течение многих веков основной статьей экспорта Уганды была слоновая кость и шкуры животных. В 1970-х годах экономика страны была разрушена политикой Иди Амина — инфляция превышала 100 %. После свержения диктатуры в стране долгое время было неспокойно. Только к концу 90-х годов был достигнут в основном уровень экономики 1972 года.

## Сельское хозяйство
Сельское хозяйство является основой экономики Уганды. На плантациях выращивается сахарный тростник, остальные культуры — в мелких крестьянских хозяйствах. Основной статьей экспорта является кофе. В 70-х годах, когда холода в Бразилии погубили значительную часть кофейных деревьев, Уганда заработала на этом много денег так как цены на кофе резко поднялись. В 2002 году собрано 198 тыс. т кофе. На западе Уганды выращивается чай, сбор которого составил 32,9 тыс. т, табак и хлопок.

## Промышленность
Природные ресурсы Уганды весьма ограничены. Запасы медной руды оцениваются примерно в 4 млн т. На юго-западе страны разрабатываются незначительные месторождения полезных ископаемых. Экономика Уганды очень уязвима перед мировыми ценами на товары, которые она экспортирует. Имеются предприятия по переработке сельскохозяйственного сырья — хлопка, чая и табака. Есть медеплавильный завод, цементные заводы. Автомобильная промышленность представлена государственной компанией Kiira Motors Corporation, акционерами которой являются правительство Республики Уганда в лице Министерства науки, технологий и инноваций, Канцелярия президента, владеющая 96% первоначальных акций, и Университет Макерере, владеющий 4%. Обрабатывающая промышленность и раньше была слабо развита и по ней во времена правления Амина был нанесен сильный удар. И ныне, несмотря на высокие темпы роста, её доля в ВВП незначительна.

## Энергетика
В 2019 году в соответствии с данными UNdata и EEC EAEC. Производство органического топлива — 30 455 тыс. тут. Общая поставка — 31 801 тыс. тут. На преобразование на электростанциях и отопительных установках израсходовано 33 тыс. тут или 0,1 % от общей поставки. Установленная мощность — нетто электростанций 1256 МВт, в том числе: тепловые электростанции, сжигающие органическое топливо (ТЭС) — 15,8 %, возобновляемые источники энергии (ВИЭ) — 84,2 % . Производство электроэнергии-брутто — 4364 млн. кВт∙ч, в том числе: ТЭС — 6,9 % , ВИЭ — 93,1 % . Конечное потребление электроэнергии — 3233 млн. кВт∙ч, из которого: промышленность — 66,9 %, бытовые потребители — 21,6 %, коммерческий сектор и предприятия общего пользования — 11,5 %.. Показатели энергетической эффективности за 2019 год: душевое потребление валового внутреннего продукта по паритету покупательной способности (в номинальных ценах) — 2672 долларов, душевое (валовое) потребление электроэнергии — 81 кВт∙ч, душевое потребление электроэнергии населением — 18 кВт∙ч. Число часов использования установленной мощности-нетто электростанций — 3466 часов

## Транспорт
Автодороги

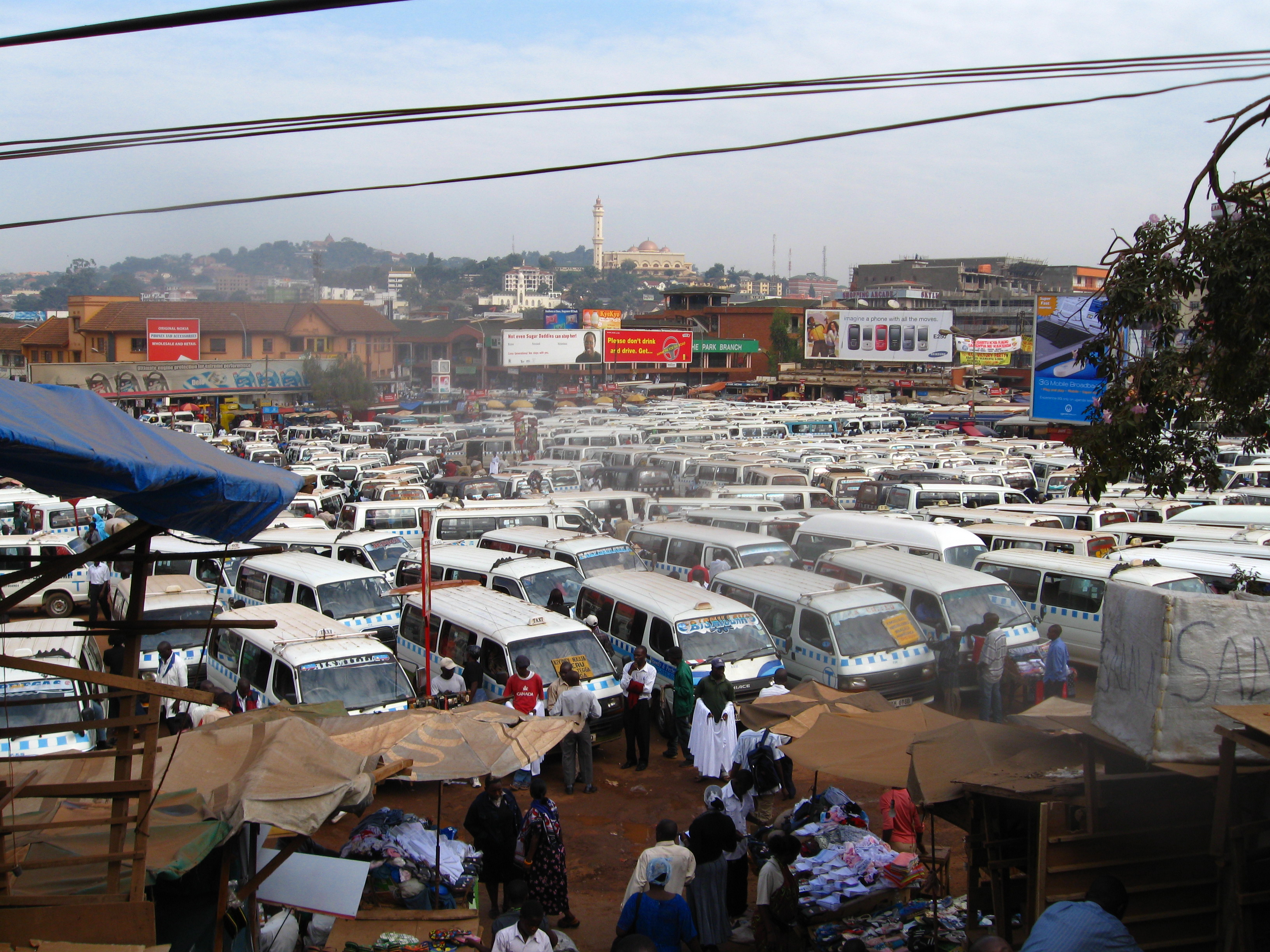
Таксопарк в Кампале

- всего — 20 000 км (за исключением местных дорог), в том числе (2011)[2]:
  - с твердым покрытием — 3264 км
  - без твердого покрытия — 16737 км

Аэропорты
- всего — 47 (2013)[2], в том числе
  - с твердым покрытием — 5
  - без твердого покрытия — 42

Угандийская железная дорога
- всего — 1244 км (2014)[2]

## Торговля
- Экспорт: 2,902 млрд долларов (2017)[2]
- Статьи экспорта: кофе, рыба, чай, хлопок, золото, цветы
- Основные партнеры по экспорту: Кения 17,7 %, ОАЭ 16,7 %, Демократическая республика Конго 6,6 % и Руанда 6,1 %
- Импорт: 4,592 млрд долларов (2017)[2]
- Статьи импорта: машины, топливо, медикаменты
- Основные партнеры по импорту: КНР 17,4 %, Индия 13,4 %, ОАЭ 12,2 %, Кения 7,9 % и Япония 6,4 %